# Sant’Alessio con Vialone
Sant’Alessio con Vialone – miejscowość i gmina we Włoszech, w regionie Lombardia, w prowincji Pawia.
Według danych na rok 2004 gminę zamieszkiwało 379 osób, 63,2 os./km².